# Barbella rufifolia
Barbella rufifolia là một loài Rêu trong họ Meteoriaceae. Loài này được (Thwaites & Mitt.) Broth. miêu tả khoa học đầu tiên năm 1906.